# Политический католицизм
Политический католицизм — политическая и культурная концепция, сторонники которой продвигают, в частности через правительство, социальное учение Католической церкви.

## Зарождение политического католицизма в XIX веке
Как программа и поддерживающее её движение политический католицизм родился в XIX веке, в среде прусских католиков. Это был ответ на распространение секулярных социальных концепций. Среди основных причин и поводов для появления политического католицизма — меры, принятые канцлером Отто фон Бисмарком, по ограничению влияния Католической церкви в Пруссии (а позже и в Германской империи). Противостояние между правительством Бисмарка и Католической церковью вошло в историю как Культуркампф.
Из Германии социально-политические католические движения проникли в Австро-Венгрию, Украину, Словению и Хорватию. Под именем «Католическое действие» появилось большое количество групп католиков-мирян, которые стремились к расширению католического влияния в политической жизни их стран.
Появление в 1891 году энциклики «Rerum Novarum» («О новых вещах») Папы Льва XIII придало движению политического католицизма новый импульс к дальнейшему развитию, к расширению областей влияния. Эта энциклика ознаменовала расширение интересов Католической церкви в области социальных, политических и культурных проблем, а также стала открытым призывом Церкви к кардинальному преобразованию Западного общества XIX века перед лицом капитализма и его влияния.
С появлением этого документа Рабочее движение, которое до этого было дезориентированно, вошло в период нового расцвета в Европе, а позднее и в Северной Америке. Католики, как миряне, так и клирики, стремились к активному участию в социальной и политической жизни своих стран, чтобы разрешать острые социальные проблемы в соответствии с католическими принципами, находившимися в оппозиции чисто секулярным подходам: так, например, деятельность Мэри Харрис Джонс, более известной как «Мамаша Джонс» и Национального католического совета по благосостоянию (National Catholic Welfare Council) были ядром кампании по борьбе с детским трудом в США в начале XX века.

## Католические движения в XX веке
В XX веке католические политические движения стали особенно сильны в Испании, Италии, Германии, Австрии, Ирландии, Франции и Латинской Америке. Общей чертой для них всех служило стремление защитить обретенные Католической церковью права, подвергавшиеся нападкам со стороны политиков-антиклерикалов, а также защита христианской веры и христианских моральных ценностей, подвергавшихся опасности, исходившей со стороны растущей секуляризации. Представители противоборствующих школ мысли называли эти стремления клерикализмом. Среди основных (и наиболее непримиримых) оппонентов политического католицизма часто называют масонов. Особая ситуация сложилась в Мексике в 1920-х годах, когда к власти пришло атеистическое правительство, подвергавшее Католическую церковь и её последователей жестоким преследованиям. Эта политика привела к открытой «христианской революции» (1926—1929), которая вошла в историю как «Война кристерос» (или «Восстание кристерос»).
Эти католические движения породили различные формы христианско-демократической идеологии, продвигая морально и социально консервативные идеалы, придерживаясь при этом идеологии «среднего пути» между необузданным капитализмом и государственным социализмом.

### Ранние политические партии
- Христианско-демократическая народная партия Швейцарии (1848 год);
- Католическая партия Бельгии (1869 год);
- Партия Центра (Германия) (исторические корни партии уходят еще в 1860-е — 1870-е годы);
- Христианско-социальная партия (Австрия) (1893 год);
- Народно-либеральное действие во Франции (1902—1919);
- Общая лига Римско-католический фракционных совещаний (Нидерланды, 1904 год). В 1926 году была преобразована в Римско-католическую государственную партию (Roomsch-Katholieke Staatspartij);
- Португальский католический центр (1915 год);
- Глинкова словацкая народная партия (1918 год);
- Хорватская народная партия (1919 год);
- Итальянская народная партия (1919 год);
- Польская христианско-демократическая партия (1919 год);
- Баварская народная партия (1919 год);
- Национальная лига защиты религиозной свободы (Мексика, 1924 год).

### Ранние профсоюзы
Помимо политических партий были сформированы католические/христианские профсоюзы за права рабочих.
- Профсоюз типографских рабочих (Испания, 1897 год);
- Солидарность (ЮАР, 1902 год);
- Конфедерация христианских профсоюзов (Бельгия, 1904 год);
- Профсоюз католических рабочих (Мексика, 1908 год);
- Всемирная конфедерация труда (Гаага, 1920 год) (ей предшествовал Международный секретариат христианских профсоюзов, основанный в Цюрихе в 1908 году);
- Французская конфедерация христианских трудящихся (1919 год);
- Люксембургская конфедерация христианских профсоюзов (1921 год);
- Молодые христианские рабочие (Бельгия, 1924 год);
- Движение католических рабочих (США, с 1933 года).

### Профсоюзы после Второй мировой войны
После Второй мировой войны были сформированы еще некоторые профсоюзы:
- Итальянская конфедерация профсоюзов трудящихся (с 1950 года);
- Христианская профсоюзная федерация Германии (с 1959 года);
- Христианский союз рабочих (Белиз, с 1963 года);
- Солидарность (Польша, с 1980 года).

## Политический католицизм: между правыми и левыми
До Второго Ватиканского собора Церковь из-за своей оппозиции антиклерикальным и социалистическим тенденциям не всегда принимала модель современной демократии и её проникновение в социальную и экономическую сферы жизни. Когда социальная деятельность католиков, вовлеченных в социальные конфликты и политическую борьбу, представлялась ему слишком левой, руководство Церкви стремилось ограничить их участие и снизить градус радикальности. Примерами подобных христианско-социалистических течений являются движение священников-рабочих во Франции в 1940-х и 1950-х годах, а также теология освобождения в Латинской Америке в 1960-х, 1970-х и 1980-х годах. Однако, некоторые движения получили поддержку церкви: например, в Австралии Католическое движение социальных исследований в 1940-х и 1950-х годах, из которого впоследствии выделился Национальный гражданский совет.
Представители католического клира и мирян-католиков иногда оказывали поддержку крайне правым лидерам (например, Франсиско Франко и Антониу ди Оливейра Салазару, а также военным режимам Латинской Америки. В результате многие рабочие, вовлечённые в рабочее движение, присоединились к социал-демократическим и коммунистическим партиям, которые часто провозглашали секулярные лозунги и призывали к революции против «старых» ценностей, включая религию и Церковь. (Созданное Ф. Франко смешение католицизма и национализма стало известно как «национальный католицизм»: последний вдохновил многие похожие движения по всей Европе)).
В последнее время, особенно после Второй мировой войны, христианская вовлеченность в политику стала сходить на нет, а многие «христианско-демократические» партии утратили свой «христианский» элемент. Возвращение христианского участия в политической жизни Европы в начале XXI века ознаменовалось появлением новых, в основном малых, партий, многие из которых образовали Европейское христианское политической движение. Одно из базовых видений этого движения может быть описано следующим образом:

Разделение Церкви и Государства не предполагает разделения между верой и общественным действием, между моральными принципами и политическим выбором, но защищает право верующих и религиозных групп на свободное исповедание веры и на то, чтобы действовать в общественной жизни в соответствии со своими ценностями.